# Ахмед ибн Саид
Ахмед ибн Саид Аль-Бусайди (20 марта 1694 — 15 декабря 1783) — 1-й правитель (имам) Омана из династии Аль Саид (1744—1783). Сын Саида ибн Мухаммеда Аль-Бусайди.

## Биография
Родился в оманском городе Адам. Первоначально был поставщиком древесины, затем стал крупным купцом в портовом городе Сухар. В 1737 году Ахмед ибн Саид был назначен губернатором Сухара.
Шестой оманский имам из династии Йарибидов, Сайф II ибн Султан (1728—1741), пришедший к власти в результате гражданской войны, не пользовался поддержкой внутри страны. Сайф обратился за помощью к иранскому шаху Надиру. В 1737-1738 годах иранцы разгромили оманский флот и опустошили всё побережье Аравийского полуострова. В 1742 и 1744 годах иранские войска дважды вторглись в Оман. Иранцы подчинили своей власти большую часть Омана.
После пресечения династии Йарибидов в Омане вспыхнула смута. Иранские войска овладели Маскатом, Сухаром и жестоко угнетали местные племена. Ахмед ибн Саид продолжал контролировать часть прибрежной полосы. Его поддерживал союз племён хинауи. В это время союз гафири во внутренних районах страны избрал имамом Абу-л-Араба ибн Химайра аль-Йариби.
В 1741 году Ахмед ибн Саид поднял восстание и изгнал иранцев из Маската, а в 1744 году полностью разгромил и уничтожил их оккупационную армию. После пятилетней войны в июне 1749 года он победил также Абу-л-Араба, после чего был избран имамом Омана. Ему пришлось приложить много трудов на то, чтобы покончить с межплеменными распрями и вновь собрать государство. Вслед за тем он твёрдой рукой положил конец пиратству и добился безопасности морской торговли. Была восстановлена власть над Занзибаром и восточноафриканским побережьем, так что к моменту смерти Ахмеда в 1783 году Оман обрёл былое могущество и богатство.
Имам Ахмед ибн Саид избрал своей столицей город Рустак. Здесь 9 июня 1749 года ибадиты избрали его имамом (правителем) Омана.
Ахмед ибн Саид способствовал развитию сельского хозяйства и морской торговли. Он создал постоянное войско и военно-морской флот. В конце 1770-х годов он пытался добиться контроля над Ормузским проливом между Оманским и Персидским заливами.

## Семья и дети
Ахмед ибн Саид имел четырех жён, от которых у него было 7 сыновей и 3 дочери. Сыновья: 
- Хиляль бин Ахмед, из-за слепоты был отстранён от престолонаследия;
- Саид бин Ахмед (? — 1811), наследник престола, имам Омана (1783—1786);
- Кайс бин Ахмед (? — 1808), губернатор Сухара (1783—1808);
- Сайф бин Ахмед (? — 1785);
- Султан бин Ахмед (? — 1804), имам Омана (1792—1806);
- Талиб бин Ахмед (? — 1832), губернатор Нахаля (1814—1815) и Рустака (1815/1821—1832);
- Мухаммед бин Ахмед, губернатор Момбасы и восточноафриканских владений Омана (с 1784).

1 февраля 1775 года Ахмед бин Саид отказался от власти в пользу своего сына Саида бин Ахмеда, но сохранил за собой титул имама. В 1781 году принцы Сайф и Султан подняли восстание против своего отца. Они захватили крепости Аль-Мирани и Аль-Джалали, которые охраняли гавань Маската, взяли в плен наследника Саида бин Ахмеда. В 1782 году имам Ахмед бин Саид вернулся в Маскат и подчинил своей власти крепости Аль-Мирани и Аль-Джалали.
15 декабря 1783 года 89-летний оманский имам Ахмед бин Саид скончался. Ему наследовал второй сын Саид бин Ахмед (1783—1786).